# Ruth Roland
Ruth Roland (26 de agosto de 1892 - 22 de septiembre de 1937) fue una actriz y productora de cine estadounidense que trabajó en películas y en obras teatrales.

## Primeros años y carrera
Roland nació en San Francisco, California siendo hija de Elizabeth Lillian Hauser y Jack Roland. Su padre dirigía un teatro, y se convirtió en una actriz infantil quien pasó a trabajar en el vodevil. A los 12 años, se convirtió en la estudiante más joven de Hollywood High School, habiendo asistido a esa escuela en 1904 o 1905 (hay debate sobre las fechas). Roland fue la primera estrella de cine local de Hollywood High School.
Fue contratada por el director Sidney Olcott quien la había visto en un teatro en Nueva York. Hizo su primera aparición en la película A Chance Shot, de Kalem Studios en 1911, convirtiéndose en la actriz principal del estudio en la Costa Oeste.  Después de la salida de Gene Gauntier en Kalem, se catalogó como la nueva "Kalem Girl." Con el tiempo se convirtió en la supervisora de "Kalem House" donde vivían varios actores.[cita requerida]
Roland dejó Kalem y empezó a alcanzar mucha fama en Balboa Films, donde estuvo bajo contrato entre 1914 y 1917. En 1915 apareció en 14 episodios de un serial de género de aventuras titulado The Red Circle. Siendo una astuta empresaria, estableció su propia productora audiovisual, Ruth Roland Serials, y firmó un acuerdo de distribución con Pathé para hacer 7 episodios de nuevos seriales que resultaron muy exitosos.
Entre 1909 y 1927, Roland apareció en más de 200 películas. Hizo una aparición en uno de los primeros largometrajes en color Cupid Angling (1918) realizado por el proceso de color natural inventado por Leon F. Douglass, y fue filmado en el Lago Lagunitas ubicado en el área de Marin County, California.
Roland trabajó en la industria cinematográfica hasta la década de 1930 cuando hizo su primera aparición en una película sonora. Aunque su voz funcionó bastante bien para su primera aparición en una película sonora, tras haber llegado a los 40 años volvió a actuar en el teatro, haciendo una aparición más en una película de 1936.

## Vida personal y muerte
Roland se casó con Lionel T. Kent el 16 de mayo de 1917. El matrimonio duró poco: se separaron el 2 de septiembre de 1918, y se divorciaron el 2 de abril de 1919. El 14 de febrero de 1929 se casó con el actor Ben Bard, quien también tenía experiencia en las obras de teatro, y dirigió una escuela de arte dramático en Hollywood después de casarse. Estuvieron juntos hasta la muerte de Roland.
Ruth Roland murió debido a un cáncer en 1937, a los 45 años, en Hollywood y está enterrada cerca de la tumba de su esposo en el Forest Lawn Memorial Park Cemetery en Glendale, California.
Por su contribución en la industria cinematográfica, Ruth Roland recibió una estrella en el Paseo de la fama de Hollywood en el 6220 de Hollywood Boulevard el 8 de febrero de 1960. En 1979, se descubrió que estaba enterrada una caja de hormigón que contenía una colección personal de las películas de Roland en el patio trasero de su casa y fue donada a los Archivos de Cine de UCLA por sus herederos en 1980.

## Filmografía seleccionada

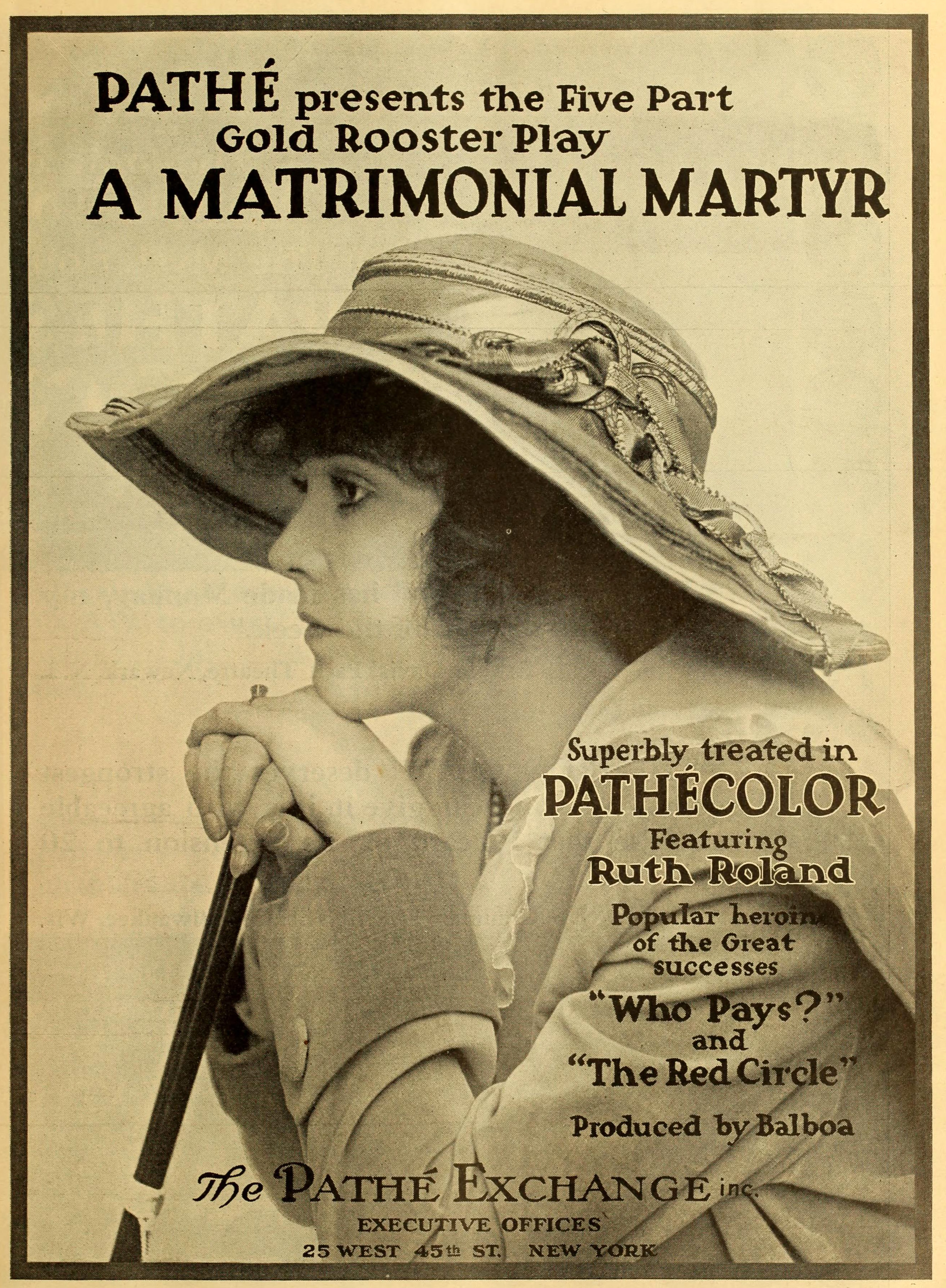
A Matrimonial Martyr (1916)
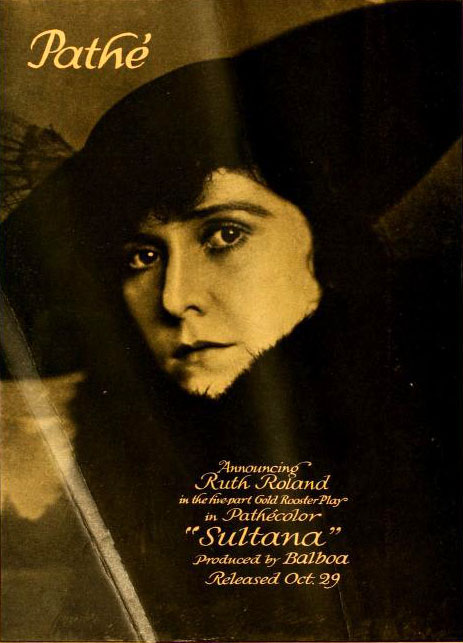
The Sultana (1916)
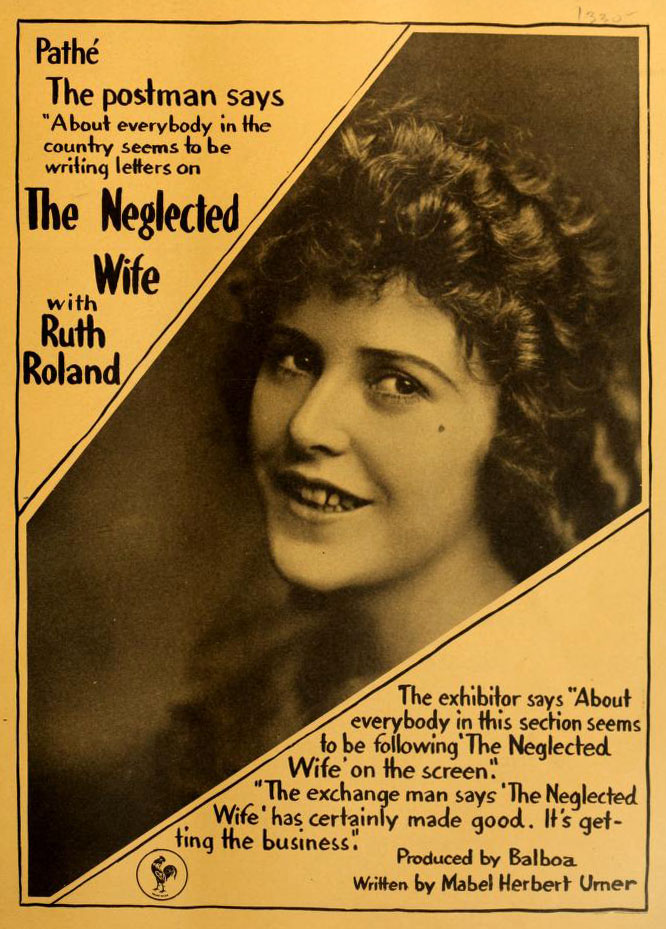
The Neglected Wife (1917)
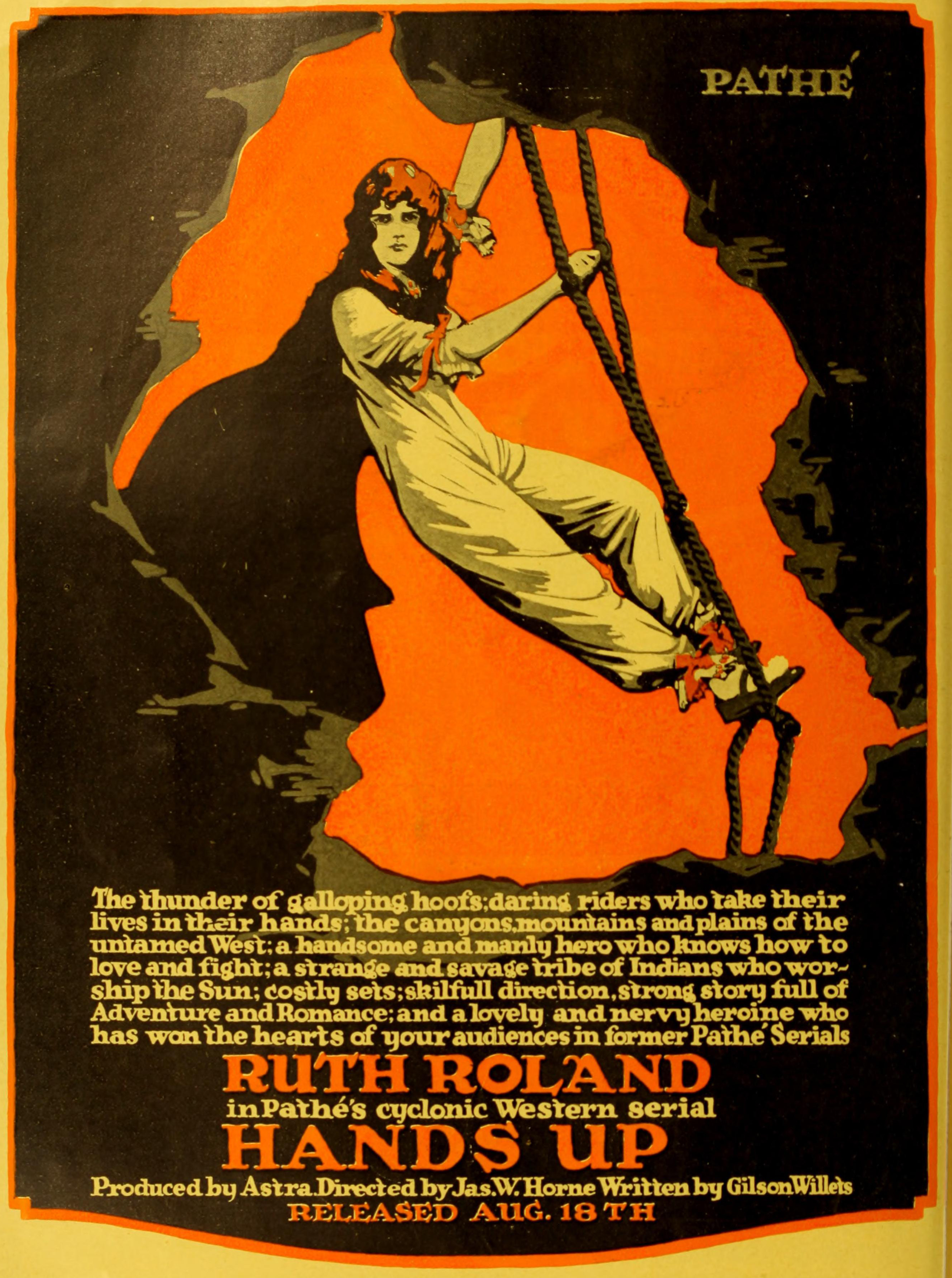
Hands Up (1918)
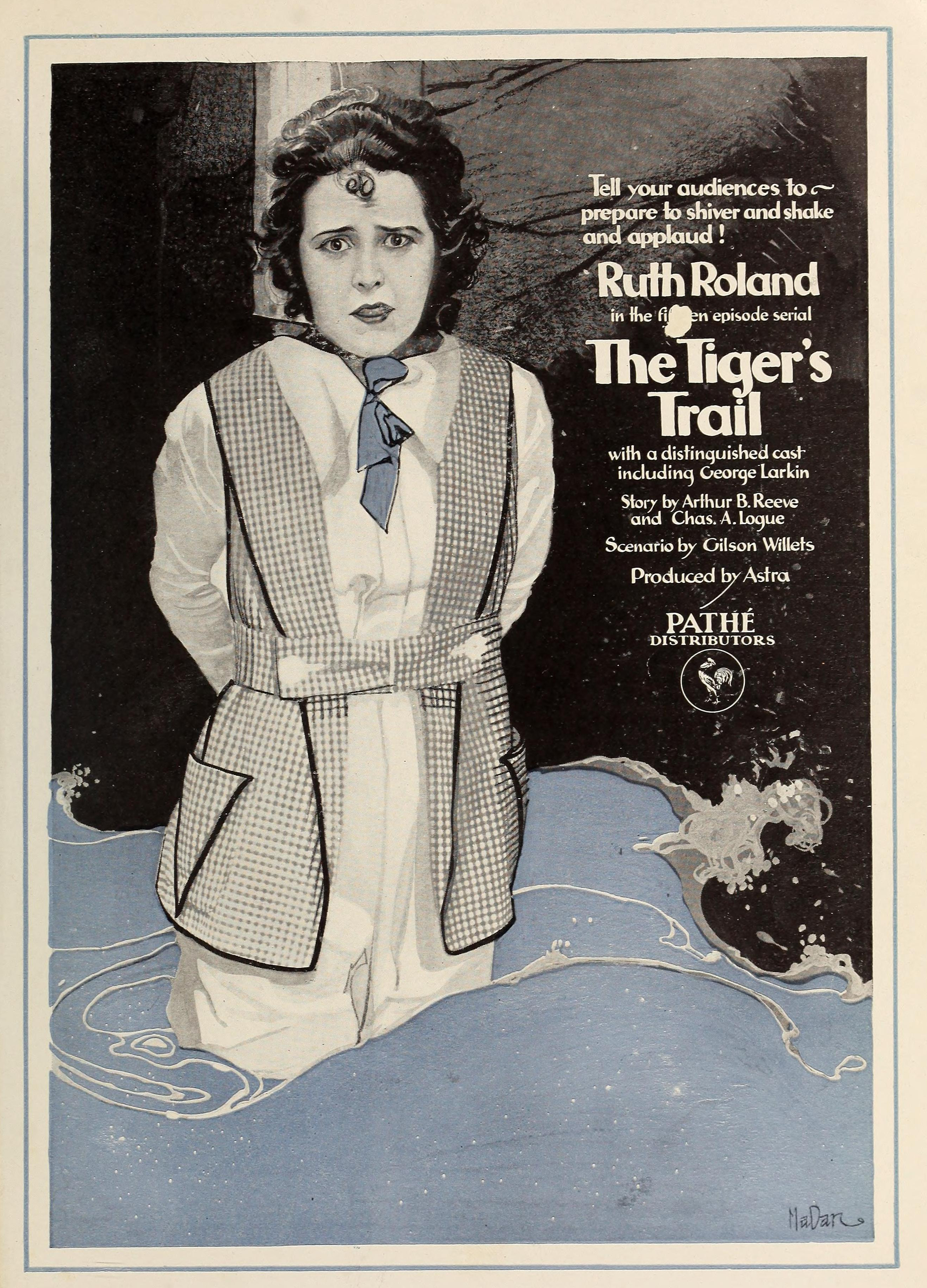
The Tiger's Trail (1919)
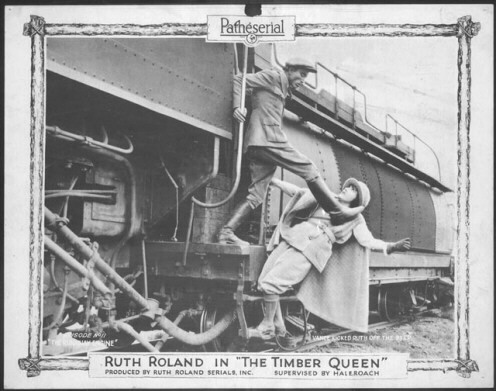
The Timber Queen (1922)

- A Chance Shot (1911)
- He Who Laughs Last (1911)

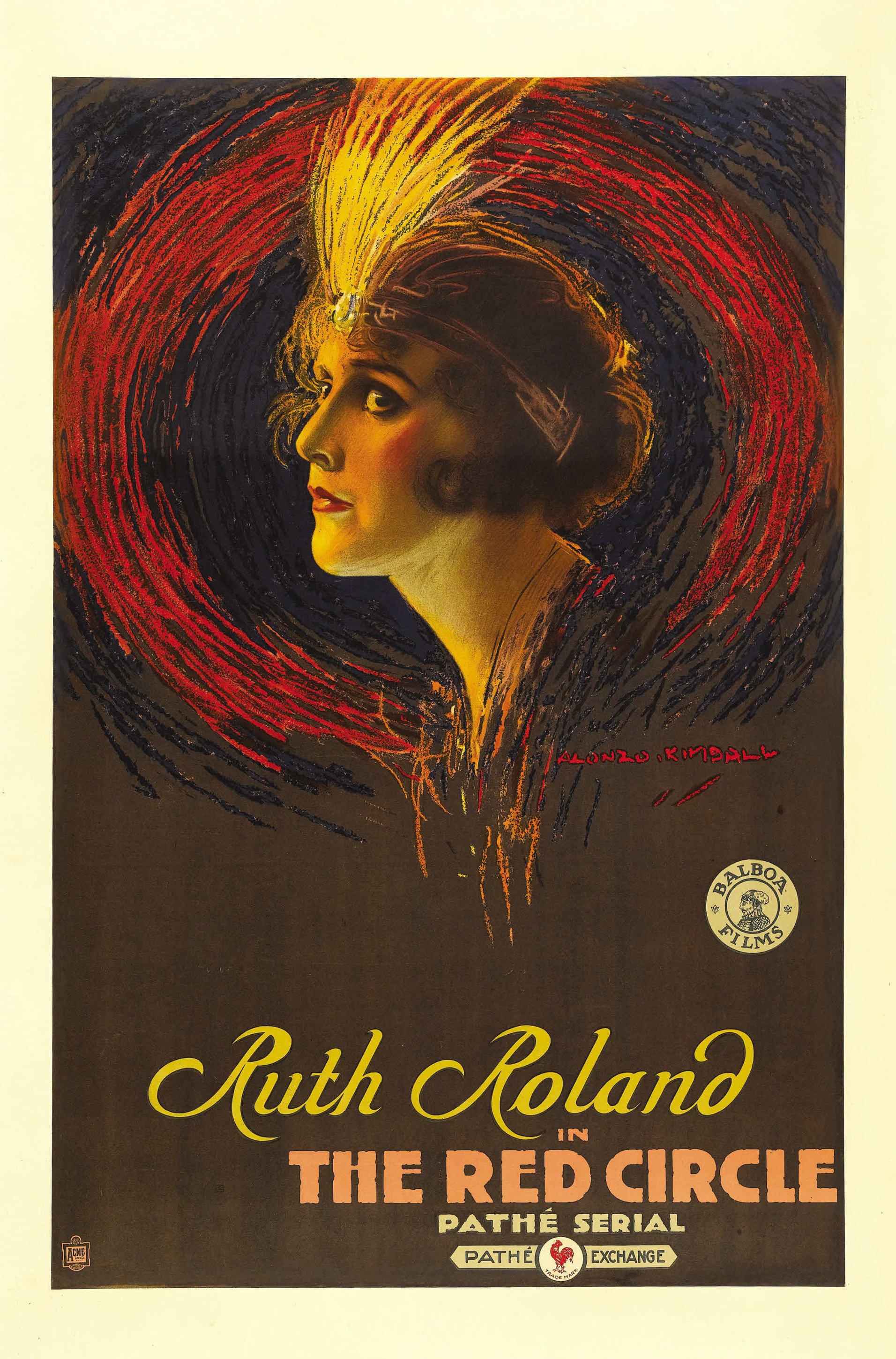
The Red Circle serial (1915), Retrato de Roland por Alonzo Myron Kimball

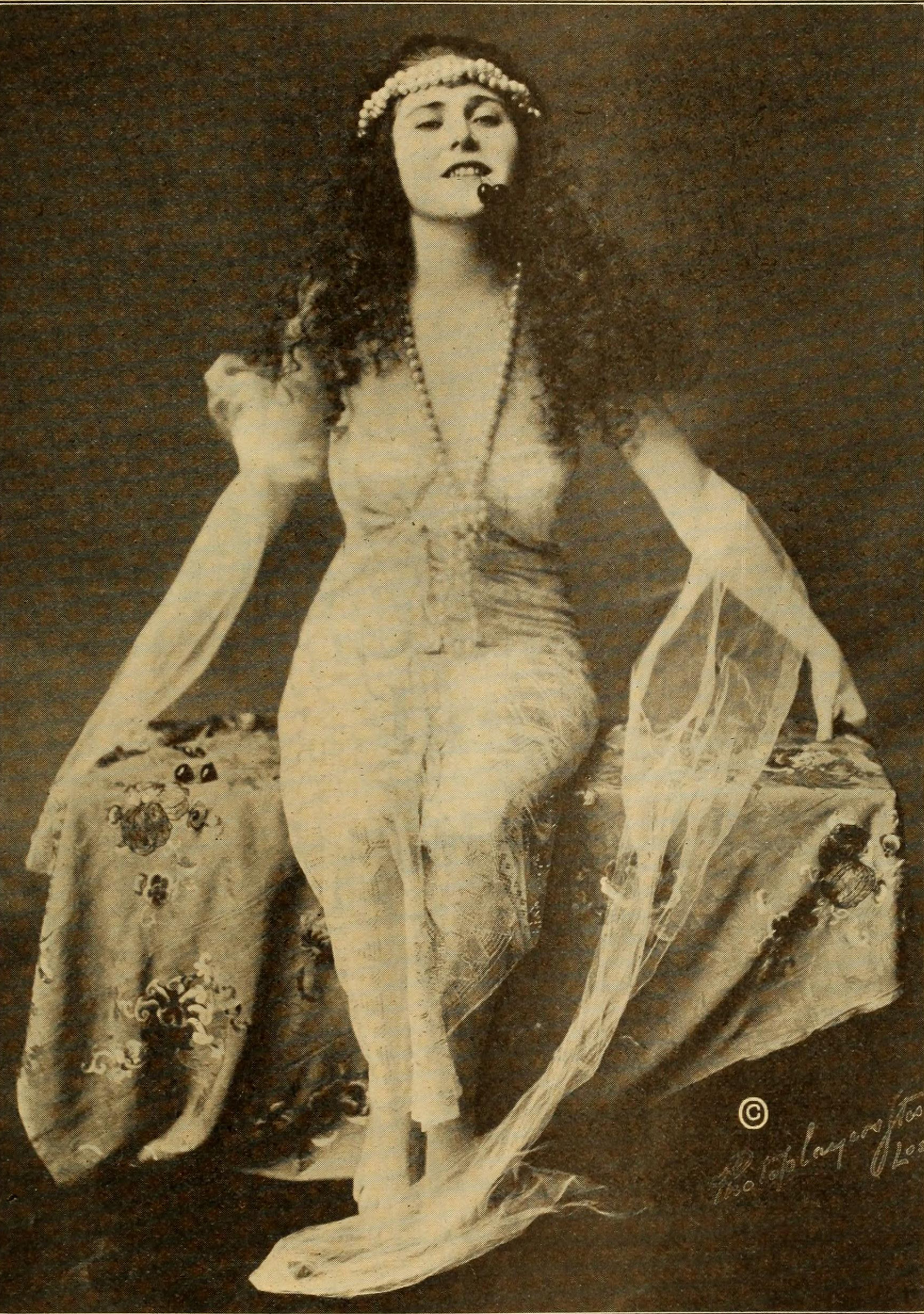
Roland en 1916

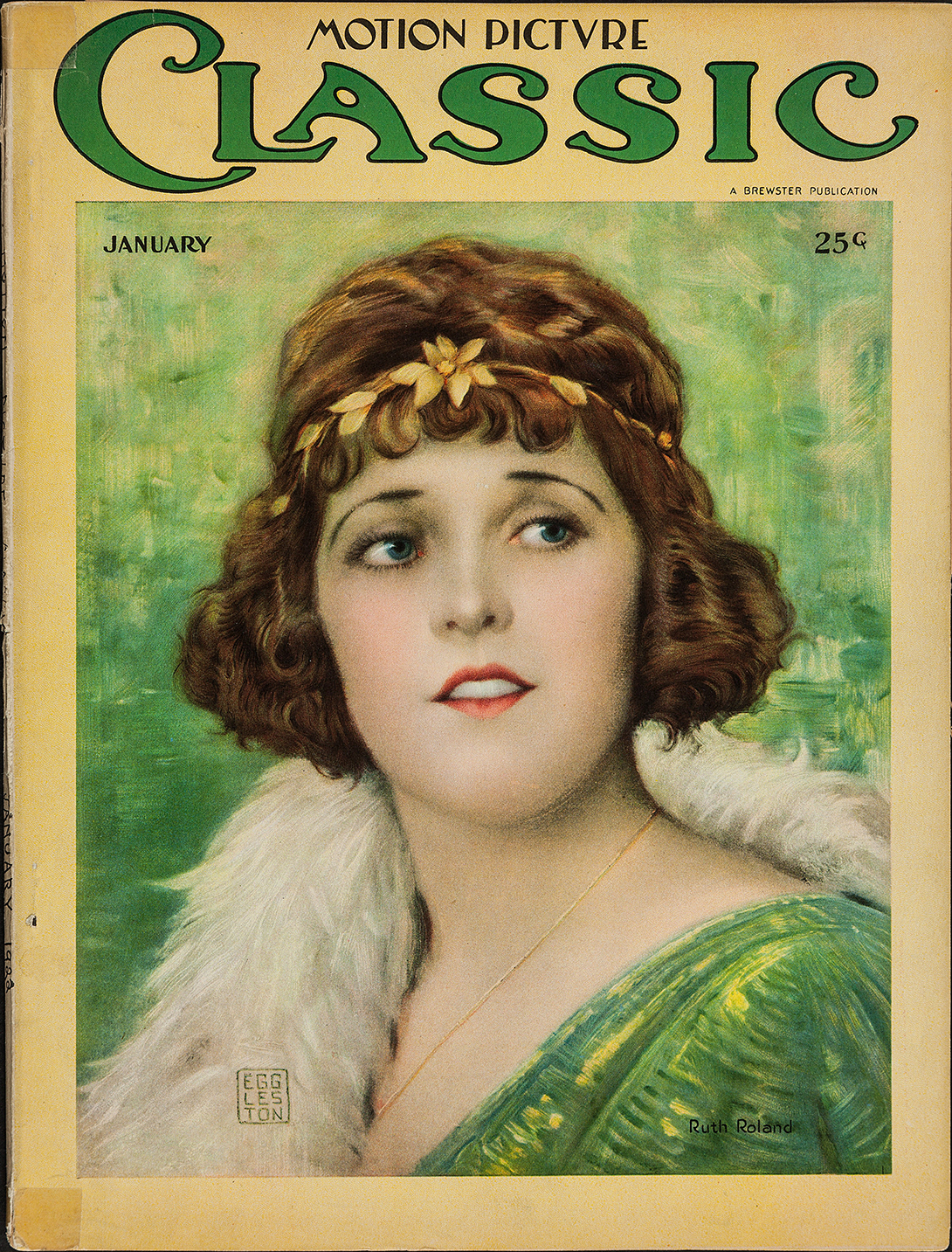
Retrato de Roland por Benjamin Eggleston, Motion Picture Classic, Enero de 1922

- Ruth Roland, the Kalem Girl (1912)
- Pulque Pete and the Opera Troupe (1912)
- The Raiders from Double L Ranch (1913)
- Gertie Gets the Cash (1914)
- The Deadly Battle at Hicksville (1914)
- The Pursuit of Pleasure (1915)
- The Girl Detective (1915)
- Who Pays? (1915)
- The Red Circle (1915)
- Comrade John (1915)
- A Matrimonial Martyr (1916)
- The Sultana (1916)
- The Devil's Bait (1917)
- The Neglected Wife (1917)
- The Fringe of Society (1917)
- Hands Up (1918)
- Cupid Angling (1918)
- The Tiger's Trail (1919)
- The Adventures of Ruth (1919)
- Ruth of the Rockies (1920)
- The Avenging Arrow (1921)
- White Eagle (1922)
- The Timber Queen (1922)
- Haunted Valley (1923)
- Ruth of the Range (1923)
- Dollar Down (1925)
- Where the Worst Begins (1925)
- The Masked Woman (1927)
- Reno (1930)
- From Nine to Nine (1936)